# Dysstroma filigrammaria
Dysstroma filigrammaria là một loài bướm đêm trong họ Geometridae.